# Округ Братислава V
Округ Братислава V (слч. Okres Bratislava V) округ је у Братиславском крају, у Словачкој Републици. Административно средиште округа је град Братислава.

## Географија
Налази се у јужном дијелу Братиславског краја.
Граничи:
- на сјеверу је Округ Братислава I,
- источно Округ Братислава II и Округ Сењец,
- западно Аустрија,
- јужно Аустрија и Мађарска.

Клима је умјерено континентална.

## Становништво
| Година:    | 1994.   | 2004.   | 2014.   | 2024.   |
| ---------- | ------- | ------- | ------- | ------- |
| Број људи: | 130 503 | 119 441 | 111 001 | 121 843 |
| Разлика:   |         | -8,47 % | -7,06 % | +9,76 % |

| Година:    | 2023.   | 2024.   |
| ---------- | ------- | ------- |
| Број људи: | 122 048 | 121 843 |
| Разлика:   |         | -0,16 % |

Према подацима о броју становника из 2011. године округ је имао 111.147 становника. Словаци чине 91,65% становништва.
| Етнички састав (2011)‍ | Етнички састав (2011)‍ | Етнички састав (2011)‍ | Етнички састав (2011)‍ | Етнички састав (2011)‍ |
| --------------------- | --------------------- | --------------------- | --------------------- | --------------------- |
|                       |                       |                       |                       |                       |
| Словаци               | Словаци               |                       | 0                     | 91,65%                |
| Мађари                | Мађари                |                       | 0                     | 3,58%                 |
| Чеси                  | Чеси                  |                       | 0                     | 1,12%                 |
| остали, непознато     | остали, непознато     |                       | 0                     | 3,65%                 |

## Насеља
У округу се налази четири градска насеља.